# Rã-cachorro
A rã-cachorro (nome científico: Physalaemus cuvieri) é uma espécie de anfíbio da família Leptodactylidae, pertencente a subfamília Leiuperinae, e com ampla distribuição no território brasileiro.

## Etimologia
A palavra Physalaemus tem sua origem no idioma grego: Physal = fole ou bexiga; laemus = garganta, este gênero ganhou este nome devido ao seu saco vocal, que, durante a vocalização, infla bastante.  A etimologia de seu epíteto específico, em latim “cuvieri”, é uma homenagem ao zoologista francês Cuvier. Já seu nome popular (rã-cachorro) faz referência a seu canto, que se assemelha aos  latidos de um cachorro. Seu outro nome popular é rã foi-não-foi e também possui ligação com a sonoridade de sua vocalização, que, quando em coro, aparenta dizerem “foi-gol-não-foi”.

## Taxonomia e sistemática
O gênero Physalaemus é um dos maiores dentro da família Leptodactylidae. No passado, a família era dividida em cinco subfamílias (Ceratophryinae, Cycloramphinae, Eleutherodactylinae, Leptodactylinae e Telmatobiinae) e era considerada polifilética. No entanto, na última década, a taxonomia da família passou por alterações devido a novas análises filogenéticas, e atualmente o gênero Physalaemus está incluído na subfamília Leiuperinae, junto aos gêneros Edalorhina, Engystomops, Eupemphix, Physalaemus, Pleurodema e Pseudopaludicola. Destes, o gênero Eupemphix foi levantado como sinônimo júnior de Physalaemus. Apesar de extensas análises confirmarem o monofiletismo de Leiuperinae, não está claro qual é o grupo irmão de Physalaemus, apenas foi recuperado que Pleurodema é grupo irmão de um clado composto por Edalorhina, Engystomops e Physalaemus. Atualmente, existem 49 espécies nomeadas do gênero Physalaemus, apesar de suas relações filogenéticas serem muito pouco estudadas. Segundo a classificação de Nascimento e colaboradores (2005), o grupo de Physalaemus cuvieri é composto por nove espécies crípticas, todas com distribuição em áreas amplas e são típicas de áreas abertas.
Na América do Sul, os fósseis de anfíbios anuros mais antigos datam do período Cretáceo, e vários grupos de anuros já estavam presentes no Terciário. Não se tem registros de fósseis para a família Leiuperinae, porém existem fósseis bem documentados para o gênero Leptodactylus, um gênero intimamente aparentado. Apesar de não se ter conhecimento sobre registros fósseis para espécies que habitam o Cerrado, a evidência disponível indica que a maior parte da herpetofauna local teve sua origem no supercontinente Gondwana e já havia divergido no começo do Terciário, foi provavelmente nesse período que houve o surgimento de uma biota endêmica, onde paisagens abertas foram favoráveis à sua diversificação por um longo período de tempo.
Dentre os fatores que contribuíram para a diversificação da herpetofauna, principalmente da anurofauna, estão o aumento do gradiente latitudinal de temperatura no continente sulamericano causado pela orogenia dos Andes no Paleógeno, transgressões marinhas no Mioceno, o soerguimento do planalto central brasileiro durante a transição Mioceno-Plioceno e as flutuações climáticas do Quaternário, que criaram cenários complexos que possibilitavam oportunidades de diversificação, mas também de extinção. 

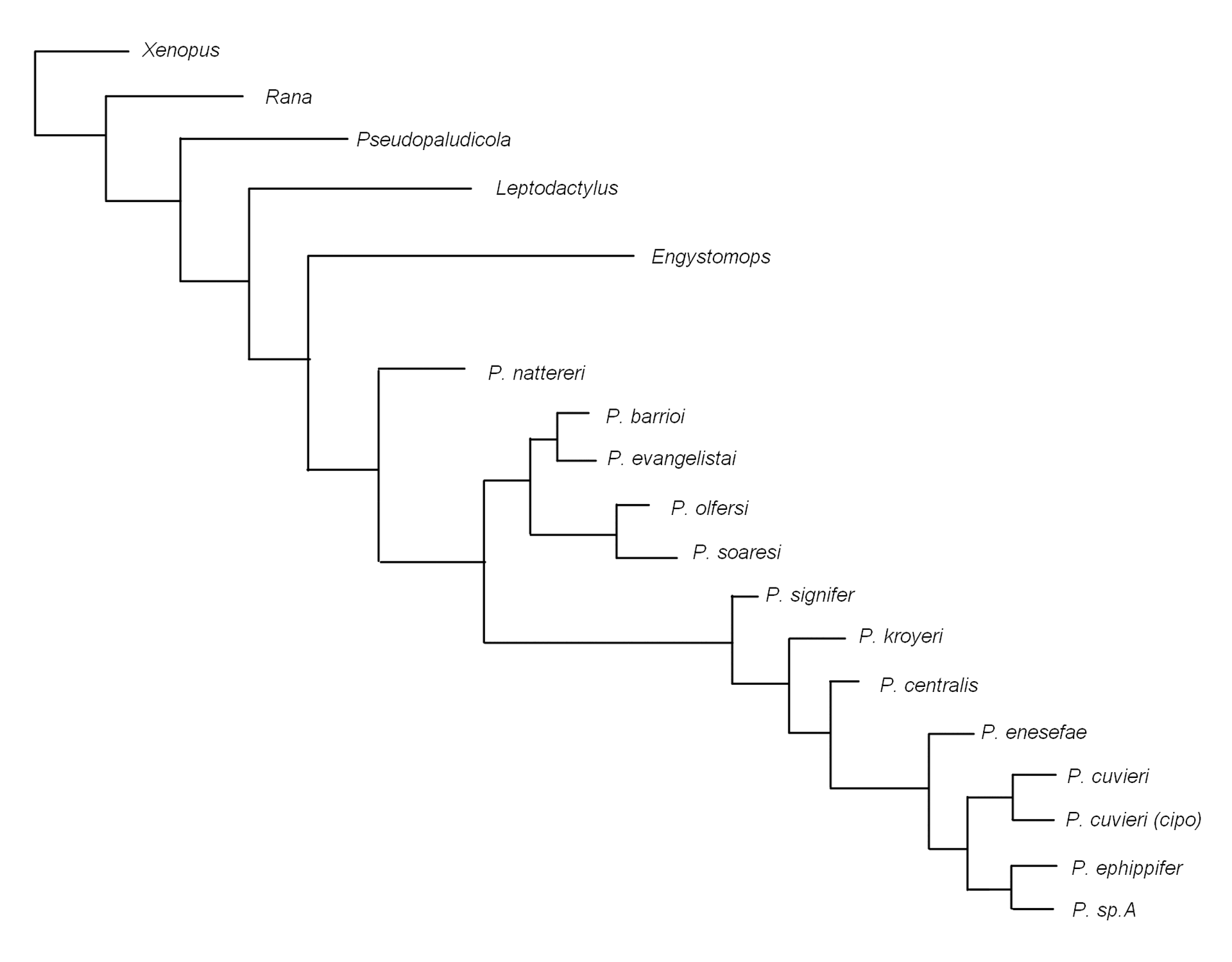

## Distribuição geográfica e habitats
A espécie apresenta uma ampla distribuição geográfica neotropical sendo típica de áreas abertas, ocorrendo no Brasil, leste do Paraguai e Argentina. Possui também presença incerta na Bolívia, Estados Plurinacionais, Guiana, Uruguai, Venezuela e República Bolivariana. No território brasileiro o grupo distribui-se de nordeste a sul do país, apresentando ocorrência em ambientes climáticos distintos, como Cerrado, Caatinga e Chaco, como apresentado no mapa adaptado de GIBF.

## Biologia e história natural

### Caracterização da espécie

#### Adultos

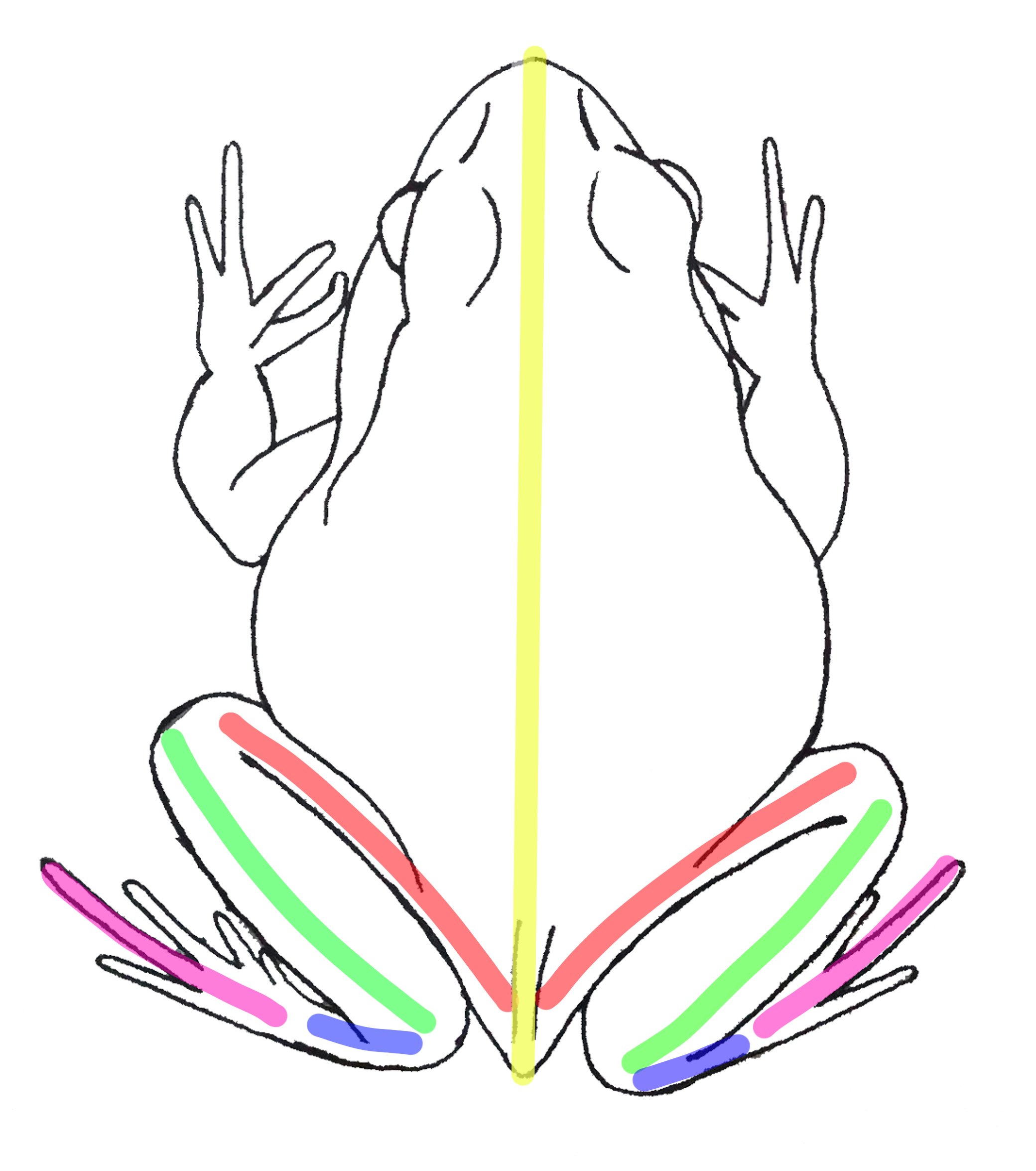
Representação dorsal da rã Physalaemus Cuvieri. Em vermelho o comprimento do fêmur, em verde comprimento da tíbia, em azul o comprimento do tarso em rosa o comprimento do pé e em amarelo medida dorso-ventral.

A rã-cachorro de idade adulta, possui um comprimento que permuta de um porte de pequeno a médio, variando de 25 mm a 27 mm de comprimento. Em média, a medida de sua cabeça é de 7,8 mm de comprimento e apresenta 7,3 mm de diâmetro.

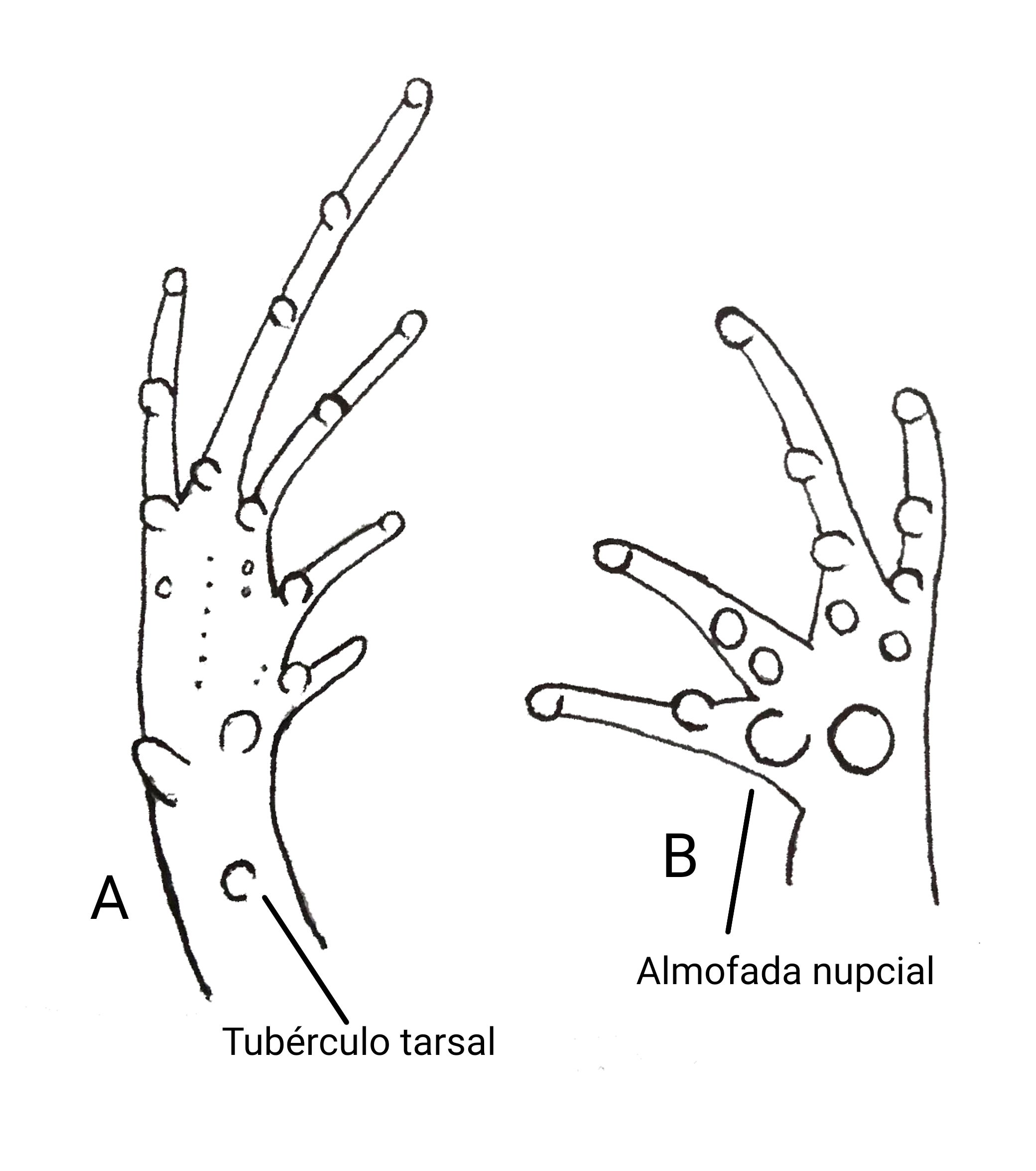
Representação de: A) pé (face plantar) com tubérculo tarsal, demais tubérculos e calosidades; B) mão (face palmar) com tubérculos e calosidades.

A medida das pernas, formada pela junção das medidas da tíbia e do fêmur, não é maior que o comprimento rostro-anal, visto que o primeiro mede em média 11,3 mm e o segundo 11,0 mm, no entanto, ao somar-se a medida do tarso (6,4 mm) e do pé (13,0 mm), os membros inferiores ultrapassam, em comprimento, a medida do rostro-anal. Os membros inferiores dos anuros sofreram adaptações que os possibilitam criar grandes impulsos para saltar e nadar. Diferentemente, os membros anteriores, são curtos, com a mão medindo 6,4 mm e o antebraço 5,2 mm.

As membranas interdigitais, que auxiliam na vida semiaquática da maioria dos anfíbios, e que conferem hidrodinâmica para a  vida semiaquática, no caso da rã P. cuvieri, é reduzida ou às vezes inexistente nos artelhos e dedos dos pés, sendo os artelhos e dedos das mãos sempre livres. As pontas dos dedos, assim como os artelhos, apresentam forma arredondada.

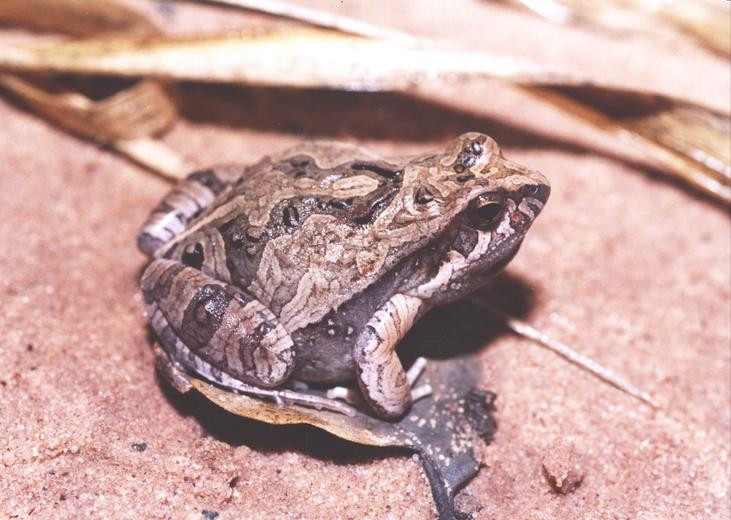
Rã-cachorro apresentando coloração castanho claro, bege

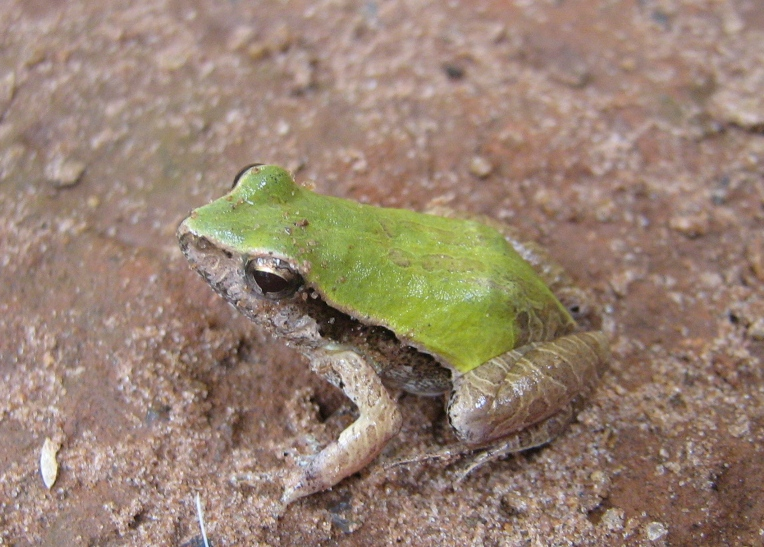
Rã-cachorro apresentando coloração esverdeada

Mãos e pés apresentam calosidades em áreas que representam o carpo, o metatarso e as sub articulações, na palma e na face plantar. Diferente de outras espécies de anuros, não existe a presença do prepólex, estrutura que se localiza nos ossos das mãos, próximo ao metacarpo. No entanto, possuem duas almofadas nupciais (hipertrofias) nos "polegares'', que auxiliam os machos a segurar a fêmea no momento do amplexo.
O tubérculo tarsal, presente no pé, nessa espécie, assim como as demais de mesmo gênero, são bem característicos. Na boca, existe a presença de uma língua em formato ovóide e a presença de dentes maxilares, já os dentes vomerianos são ausentes ou vestigiais. Essa dentição geralmente não é usada para reduzir o tamanho do alimento, como um auxílio na ingestão, e sim para matar a presa ou imobilizá-la. A forma do focinho da rã-cachorro varia entre um formato arredondado a uma arredondado-afilado, quando avistado de cima.
O tímpano não é visível e o saco vocal, na rã P. Cuvieri, é único e se expande externamente.
O dorso das espécies de P. cuvieri, podem apresentar até três tipos de coloração e isso varia de indivíduo para indivíduo, entre as  variações de cores apresentadas estão castanho claro, cinza ou cor esverdeada, podendo ainda apresentar manchas ou linhas irregulares, com estrias dorsais longitudinais, já o ventre apresenta-se esbranquiçado. Nas laterais há uma faixa de cor negra e a região inguinal Tons que variam de laranja a vermelho, possuindo manchas sacrais de tamanho pequeno e quase sempre evidentes. A cor da íris é bronze. No dorso a pele é lisa ou possui grânulos finos pode ainda apresentar pequenas rugas, já o ventre é totalmente liso, apresentando granulosidade apenas abaixo das coxas.
As diferenças entre fêmeas e machos limitam-se à coloração da região gular, que nos machos é enegrecida e nas fêmeas a coloração é branca.

#### Fase Larval

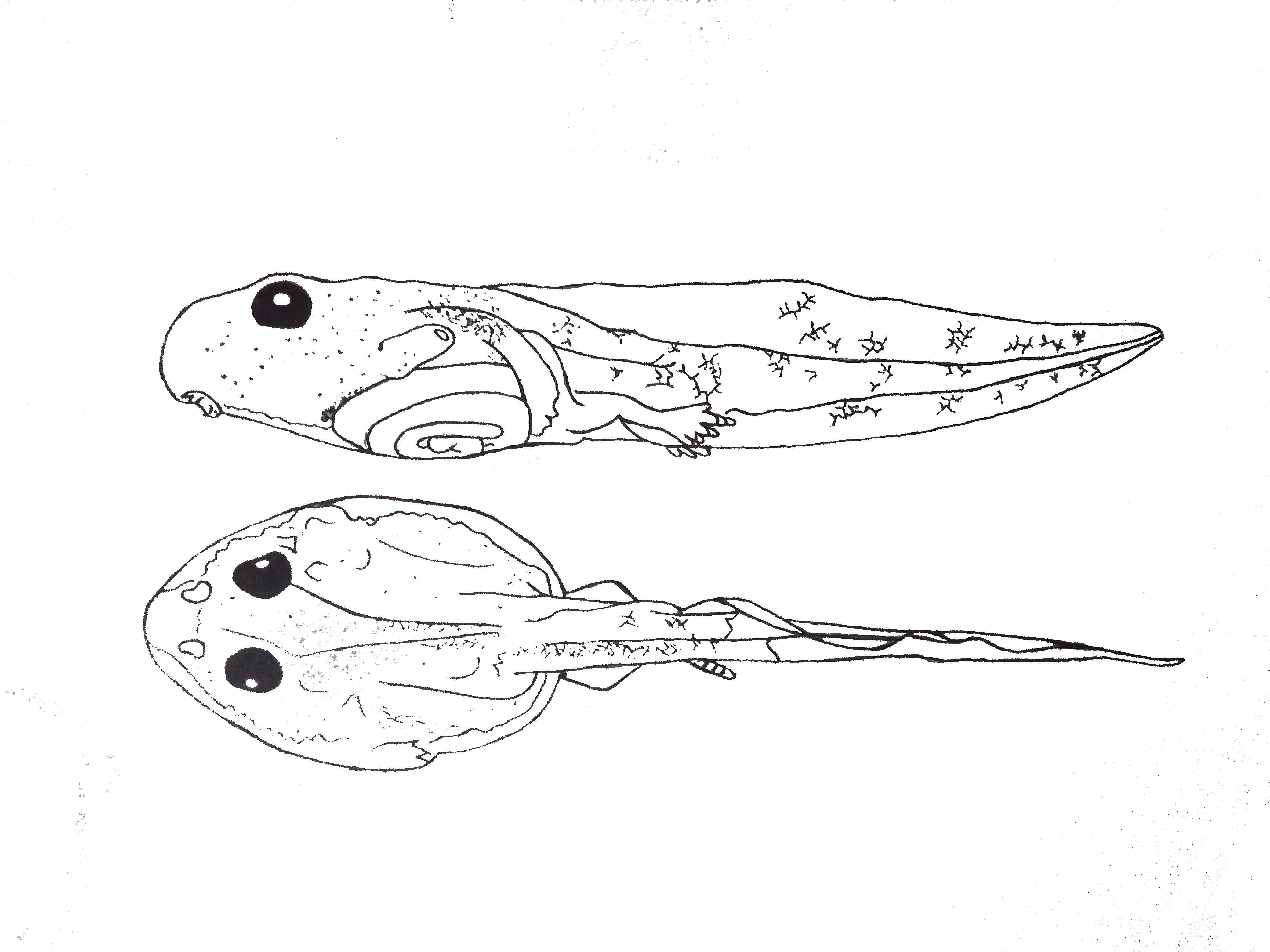
Representação do girinos Physalaemus cuvieri (adaptado de: ROSSA-FERES; NOMURA, 2006)

Os girinos desta espécie possuem formato corporal ovóide quando vistos de cima (dorso), já, quando vistos lateralmente, apresentam uma forma globular. Os olhos e as aberturas nasais  ficam em posição dorsolateral, já o disco bucal localiza-se ântero ventralmente no animal, as papilas orais são marginais e a fórmula dentária da espécie é 2(2)/3(1). O formato do focinho dos girinos é arredondado e a forma dessa região tem relação com a dieta que possuem. A nadadeira de cima (nadadeira dorsal) é arqueada e tem seu surgimento no terço posterior do corpo, ou seja, na junção do corpo e da cauda, já a nadadeira de baixo (nadadeira ventral) é reta e paralela a musculatura da cauda. Além disso, apresentam espiráculo sinistro e tubo anal direito.
A coloração da cauda dos girinos é marrom e apresenta manchas negras, o ventre na porção anterior não possui pigmentação e a metade posterior é enegrecida com pontos dourados.

### Reprodução e ciclo de vida

#### Vocalização
Os machos fazem sua exibição no período noturno, durante os períodos chuvosos, através de vocalizações em margens de riachos e poças permanentes ou temporárias, podendo ser frequentemente encontrados apoiados em vegetação submersa ou sobre o fundo quando a poça é rasa e, até mesmo, aproveitando-se do ar contido em seus pulmões para permanecer flutuando sobre a água quando não há apoio. Sua vocalização de anúncio consiste em um som contínuo e repetitivo com uma duração média de 0,25 s e a frequência de maior intensidade de 730,94 Hz e seu canto de corte apresenta uma duração média de 0,19 s e maior intensidade de 739,18 Hz. Ao estar presente mais de um macho vocalizando, há uma alternância de sons, ou antifonia, de modo a evitar sobreposição de seus cantos.

#### Amplexo e desova

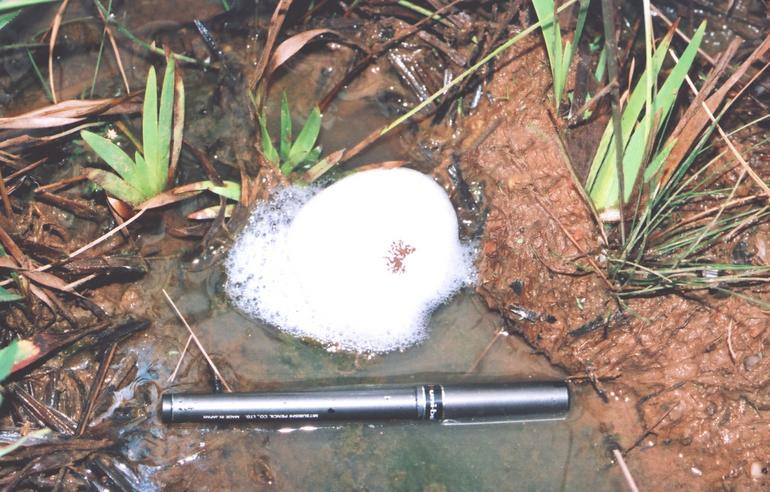
Ninho de espuma da rã Physalaemus cuvieri

Ao formar um casal, o macho realiza um amplexo axilar na fêmea, que o leva até um local de sua escolha para realizar a desova, geralmente próximo à vegetação aquática, onde haverá a construção de um consistente ninho de espuma flutuante com forma semi-esférica, mais de 90% dos ovos presentes ali estarão fecundados. Os ninhos de espumas possuem em torno 4 cm de altura e diâmetro de 7 a 9 cm, podendo ser disforme e apresentar tamanho menor quando em buracos pequenos ou no meio da vegetação, seus ovos são totalmente despigmentados. Cada desova pode conter uma quantia aproximada entre 490 e 630 ovos com diâmetro de cerca de 1,25 mm, sendo a cápsula externa com diâmetro de 2,10 mm e interna de 1,40 mm.

#### Vida larvária
Como a reprodução de P. cuvieri ocorre durante todo o período chuvoso, numa mesma poça é comum encontrar girinos em diversas fases de desenvolvimento, estes são bentônicos, ou seja, permanecem sobre o chão da poça ou da vegetação submersa, possivelmente alimentando-se através de raspagem. Após a deposição, a eclosão ocorre apenas cerca de 72h depois e o desenvolvimento de suas larvas é rápido, de modo que, na natureza, as primeiras metamorfoses ocorrem entre 30 e 60 dias, podendo ocorrer alterações de acordo com as características do ambiente.
Com um rápido crescimento na fase inicial do desenvolvimento, os girinos tornam-se menos suscetíveis à predação. Após essa fase, diferentes fatores afetam em seu tamanho: uma grande quantidade de recurso alimentar pode fazer com que apresentem um tamanho corpóreo maior, por outro lado, um menor tempo de duração da poça pode forçá-los a se metamorfosear antes de atingir determinado tamanho.

#### Alimentação
A alimentação dos anuros adultos da espécie Physalaemus cuvieri é constituída por invertebrados de pequeno porte, principalmente Isoptera (cupins), cuja biomassa consumida é altamente significativa, seguidos por Formicidae (formigas) e, em menor frequência, coleópteros (besouros) de pequenos tamanhos, além de outros invertebrados que raramente constituem sua dieta.

#### Comportamento
Abrigam-se em locais úmidos durante os períodos mais secos e frios, permanecendo dentro de buracos ou embaixo de troncos até a chegada do período de reprodução.
Quando sob o estresse da predação, a rã P. cuvieri apresenta o comportamento de inflar seu corpo na tentativa de escapar, tornando-se maior e mais difícil de segurar. Alguns predadores apenas aguardam até que seu corpo desinfle, no entanto essa técnica pode funcionar contra pequenos predadores.

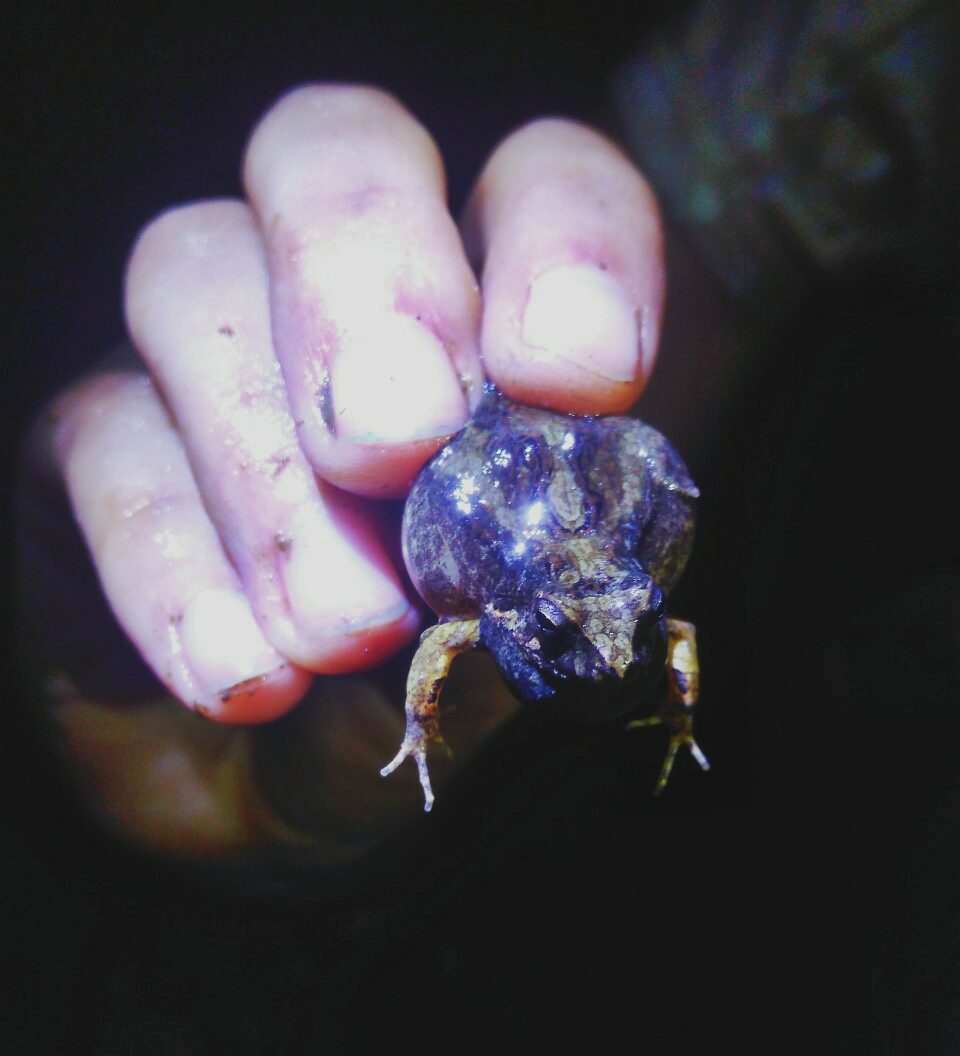
Indivíduo de Physalaemus cuvieri em tentativa de fuga

Observa-se, também, nesta espécie o comportamento de macho-satélite, onde este aguarda, sem vocalizar, próximo a um macho que encontra-se vocalizando e permanece em prontidão para interceptar fêmeas que são atraídas pela vocalização.
O fato de um espécime macho manter constância sobre um mesmo sítio de canto ao longo da noite, de haver interações agressivas entre machos, das vocalizações serem realizadas em antifonia e da escolha do macho ser feita pela fêmea, podem indicar um comportamento de territorialidade sobre o sítio de canto, porém isso não é observado para os sítios de desovas, podendo ser encontradas desovas comunitárias, até mesmo sobrepondo-se umas às outras.
Através de testes, descobriu-se evidências de que o padrão acústico do canto de anúncio de P. cuvieri sofre alterações de acordo com características ambientais, morfológicas e do contexto social. A temperatura e a umidade relativa do ar são algumas das condições ambientais que influenciam em sua vocalização devido sua condição ectotérmica e de dependência de ambientes úmidos para a reprodução. Quanto às características morfológicas, foi possível notar que machos maiores emitem cantos mais graves.
A influência do contexto social na vocalização está no fato de que, quando em proximidade de fêmeas ou de outros machos em vocalização, há alterações na frequência e duração do canto. Na presença de fêmeas, há uma queda na amplitude de frequência e frequência máxima e aumento da frequência mínima, bem como um encurtamento na duração do canto. Na presença de outros machos em vocalização, a amplitude de frequência, a frequência máxima e o tempo de vocalização aumentam e a frequência dominante diminui.

## Status de conservação
Segundo o ICMBio (2018) e a IUCN (2010) a espécie se encontra em estado de conservação pouco preocupante.

#### Principais ameaças
A espécie tem como habitat as florestas, savanas e pastagens. Atualmente está ameaçada principalmente pela diminuição de suas áreas de ocorrência e declínio de suas populações, como também pela influência externa na qualidade dos locais onde vivem. Dentre as ameaças encontradas em seus habitats estão o uso dos recursos naturais, bem como a poluição dos efluentes por despejamento de resíduos agrícolas e florestais.
A ordem anura é reconhecida como um dos principais grupos de vertebrados ameaçados, possuindo como principal ameaça a contaminação da água por parte de pesticidas e outros poluentes que contribuem para a diminuição de suas populações.
A rã P. cuvieri, assim como a maioria dos anfíbios, depende do ambiente aquático para a reprodução e para o início de seus estágios de desenvolvimento, frente a essa realidade surge uma problemática quanto a qualidade dos corpos de água, que muitas vezes podem possuir altas concentrações de pesticidas, e esse grupo de anuros (P. cuvieri) apresenta vulnerabilidade pela passividade de contaminação química.
A rã-cachorro tem ocorrência em pastagens abertas e áreas que apresentam alagamento e, aproveita-se de espaços que formam poças d'água para a desova de seus ovos e para o seu desenvolvimento na fase inicial de suas vidas, esses locais muitas vezes se encontram degradados ou contaminados.
Grandes concentrações de herbicidas à base de glifosato (glyphosate-based herbicide - GBH), bem como a longa exposição a eles podem causar a mortalidade dos girinos de P. cuvieri. Quando sobrevivem podem acabar desenvolvendo malformações na boca e no intestino, o que, além da própria exposição ao GBH, faz com que apresentem tamanho pequeno e menor massa, além disso esses indivíduos podem apresentar também alterações na cor do epitélio, entre outras malformações.
Outro estudo utilizando girinos de P. cuvieri também indicou que os microplásticos de polietileno (PE MPs) também podem ser nocivos a esses organismos, causando efeitos mutagênicos, que podem ser observados nos eritrócitos nucleares, nas alterações morfológicas que envolvem modificações na área bucal e ocular e comprimento da cauda dos girinos, além da intensificação da coloração nessas áreas. Ademais, foi constatada a presença de microplástico de polietileno no sangue, em todo o trato gastrointestinal, tecidos musculares, fígado e cauda dos girinos.

## Aspectos culturais

### Literatura
A vocalização da rã Physalaemus cuvieri aparece no poema “Os sapos” do poeta brasileiro Manoel Bandeira. Na obra, o autor utiliza a interpretação popular do som do canto da rã, o mesmo que também lhe confere um de seus nomes populares, para fazer uma analogia / “brincadeira” entre o canto dos sapos e uma possível conversa entre eles, sendo esta, como afirmou Bandeira, uma das inspirações para o poema: o diálogo da “sapaiada”. No entanto, o poeta, também afirmou que o poema trata-se de uma sátira aos escritores do parnasianismo, dando assim, duas versões sobre o significado da obra. Mas, em ambos os sentidos que o poema pode ter, mesmo o nome da rã não sendo citado, a interpretação da sonoridade de seu canto, nos indica que a rã Physalaemus cuvieri, é utilizada pelo poeta, no último verso da segundo e oitava estrofes, como se esta estivesse respondendo a exclamação do sapo-boi.
"Os Sapos" de Manuel Bandeira
"Enfunando os papos,
Saem da penumbra,
Aos pulos, os sapos.
A luz os deslumbra.
Em ronco que aterra,
Berra o sapo-boi:
— "Meu pai foi à guerra!"
— "Não foi!" — "Foi!" — "Não foi!".
O sapo-tanoeiro,
Parnasiano aguado,
Diz: — "Meu cancioneiro
É bem martelado.
Vede como primo
Vede como primo
Em comer os hiatos!
Que arte! E nunca rimo
Os termos cognatos!
O meu verso é bom
O meu verso é bom
Frumento sem joio
Faço rimas com
Consoantes de apoio.
Vai por cinqüenta anos
Vai por cinqüenta anos
Que lhes dei a norma:
Reduzi sem danos
A formas a forma.
Clame a saparia
Clame a saparia
Em críticas céticas:
Não há mais poesia,
Mas há artes poéticas..."
Urra o sapo-boi:
Urra o sapo-boi:
— "Meu pai foi rei" — "Foi!"
— "Não foi!" — "Foi!" — "Não foi!"
Brada em um assomo
Brada em um assomo
O sapo-tanoeiro:
— "A grande arte é como
Lavor de joalheiro.
Ou bem de estatuário.
Ou bem de estatuário.
Tudo quanto é belo,
Tudo quanto é vário,
Canta no martelo."
Outros, sapos-pipas
Outros, sapos-pipas
(Um mal em si cabe),
Falam pelas tripas:
— "Sei!" — "Não sabe!" — "Sabe!".
Longe dessa grita,
Longe dessa grita,
Lá onde mais densa
A noite infinita
Verte a sombra imensa;
Lá, fugindo ao mundo,
Lá, fugindo ao mundo,
Sem glória, sem fé,
No perau profundo
E solitário, é
Que soluças tu,
Que soluças tu,
Transido de frio,
Sapo-cururu
Da beira do rio"

### Cantiga popular
Uma cantiga popular de transmissão oral, também faz uma referência a Physalaemus cuvieri e a seu canto:
“Oh! Que coisa boa
A gente ver o sapo
Na beira da lagoa
Batendo com o papo (bis)
Foi, foi, não foi
Foi, não foi
Foi, foi, não foi (bis)”